# Gåte
Gåte – pochodzący z norweskiego Trøndelag zespół, grający połączenie norweskiej muzyki ludowej z metalem i muzyką elektroniczną, czasem nazywane rockiem progresywnym. Reprezentanci Norwegii w 68. Konkursie Piosenki Eurowizji (2024) w Malmö.

## Kariera
Oprócz własnych kompozycji zespół wykonuje tradycyjne norweskie piosenki ludowe we własnych aranżacjach. Kilka utworów bazuje na poezji Astrid Krogh Halse.
6 września 2005 roku zespół oznajmił, że "robi sobie przerwę" od muzyki, by zająć się innymi sprawami.

## Członkowie grupy
Gunnhild Sundli

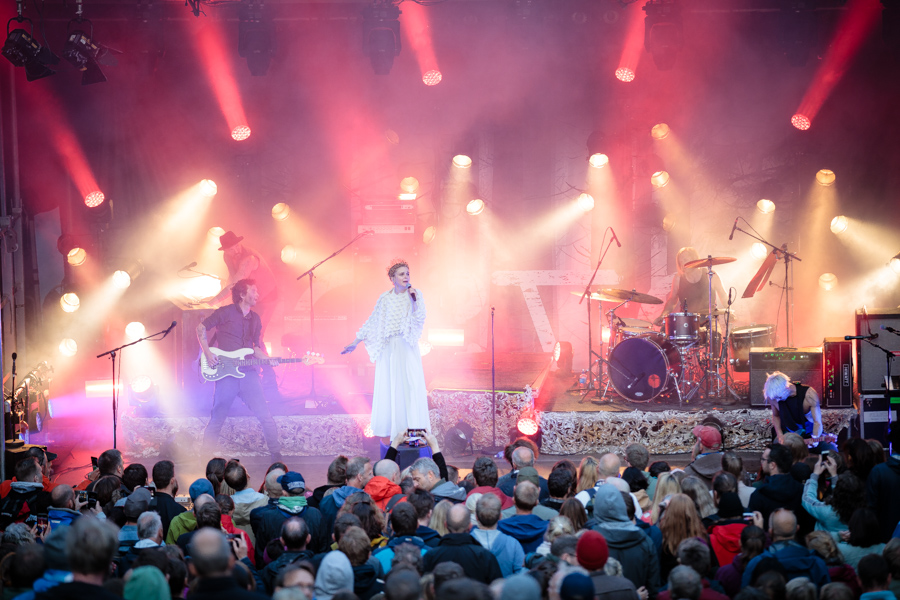
Gåte (2018)

Gunnhild Sundli, wokalistka, urodzona 2 lipca 1985, dołączyła do zespołu w 1999 roku. Urodziła się i dorastała w Orkdal, obecnie mieszka w Trondheim.
Zaczęła śpiewać w wieku 9 lat, ukończyła szkołę muzyczną w Heimdal. Śpiewała muzykę poważną i jazz.
Sveinung Sundli
Urodzony 21 czerwca 1979 roku klawiszowiec jest starszym bratem Gunnhild. Oprócz gry na klawiszach wykonuje on partie skrzypcowe. Na skrzypcach gra od małego a wykształcenie muzyczne odebrał w szkole średniej. To on zachęcił siostrę do śpiewania przed publicznością i był pomysłodawcą założenia zespołu. Gry na klawiszach nauczył się od Thomasa Henriksena. Skomponował melodie do części utworów zespołu: "Storås", "Ola I", "Fredlysning", "Du som er ung" i "Sjåaren".
Niedawno założył grupę muzyczną Råte (nazwa robocza). 
W 2003 roku wpadł na pomysł zorganizowania dużego festiwalu muzycznego w Norwegii, który udało się zrealizować rok później jako Storåsfestivalen.
Gjermund Landrø
Basista, wokalista urodzony 9 lutego 1980.
Magnus Robot Børmark
Gitarzysta urodzony 26 listopada 1982 roku. Gry na gitarze nauczył się od starszego brata. Zanim w grudniu 2000 roku dołączył do Gåte grał w norweskich grupach punkowych.
Kenneth Kapstad
Urodzony w Løkken, 20 kwietnia 1979 roku perkusista dołączył do zespołu w roku 2004. Mieszka w Trondheim. Wcześniej grał w kilku zespołach, m.in. Dadafon, Cucumber czy Soundtank.
Ukończył kurs muzyczny w Orkdal, dwa lata spędził w Sund Folk College, rok w konserwatorium w Agder, i prawie pięć lat w konserwatorium w Trondheim. Zespół muzyczny Motorpsycho ogłosił Kennetha jako swojego perkusistę w trasie koncertowej w 2007 roku.

## Dyskografia
Albumy studyjne
| Tytuł    | Dane dot. albumu                        | Pozycja na liście | Certyfikat             |
| Tytuł    | Dane dot. albumu                        | NOR               | Certyfikat             |
| -------- | --------------------------------------- | ----------------- | ---------------------- |
| Jygri    | - Data: 16 września 2002 - Wydawca: WEA | 1                 | - NOR: platynowa płyta |
| Iselilja | - Data: 2004 - Wydawca: WEA             | 3                 |                        |

Minialbumy
| Tytuł                     | Dane dot. albumu                       | Pozycja na liście |
| Tytuł                     | Dane dot. albumu                       | NOR               |
| ------------------------- | -------------------------------------- | ----------------- |
| Gåte EP                   | - Data: 2002 - Wydawca: WEA            | 2                 |
| Statt opp (Maggeduliadei) | - Data: 16 czerwca 2003 - Wydawca: WEA | 4                 |

Albumy koncertowe
| Tytuł | Dane dot. albumu                       | Pozycja na liście |
| Tytuł | Dane dot. albumu                       | NOR               |
| ----- | -------------------------------------- | ----------------- |
| Liva  | - Data: 3 kwietnia 2006 - Wydawca: WEA | 15                |

## Nagrody i wyróżnienia
| Rok  | Kategoria      | Tytułem  | Nagroda          | Nota      | Źródło |
| ---- | -------------- | -------- | ---------------- | --------- | ------ |
| 2002 | Årets nykommer | Jygri    | Spellemannprisen | Laur      | [ 6 ]  |
| 2004 | Rock           | Iselilja | Spellemannprisen | Nominacja | [ 6 ]  |